# Kalskie Góry
Kalskie Góry – wzniesienia o wysokości do 185 m n.p.m. na Pojezierzu Drawskim, położone w województwie zachodniopomorskim, powiecie szczecineckim, gminie Szczecinek.
Na południe od Kalskich Gór znajdują się jeziora: Jeziorki i Kople.
Teren wzniesień został objęty specjalnym obszarem ochrony siedlisk "Jeziora Szczecineckie".
Nazwę Kalskie Góry wprowadzono urzędowo w 1950 roku, zastępując poprzednią niemiecką nazwę Kallsche Berge.